# Sparta
För andra betydelser, se Sparta (olika betydelser).

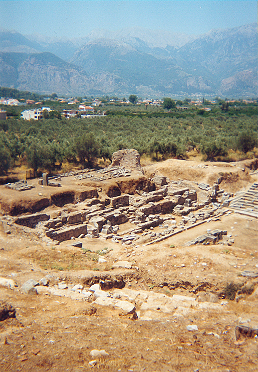
Ruinerna av antikens Sparta med dagens Sparta i bakgrunden

Sparta (Spartis) (nygrekiska Σπάρτη, Spartā) är en grekisk stad med 15 500 invånare (år 2005) belägen vid floden Eurotas i Lakonien på södra Peloponnesos. Under antiken var Sparta en självständig stadsstat, som blivit mest känd för sin betydelsefulla krigsmakt. Periodvis tävlade staden med Aten om positionen som ledande grekisk stadsstat.

## Den moderna staden Sparta
Dagens Sparta är den administrativa huvudstaden i prefekturen Lakonien. Det är en liten stad som ligger vid floden Eurotas. 2005 bodde där 15 500 människor. Staden är ett biskopssäte och kontrollerar stora delar av södra Peloponnesos handel. Från Sparta går det idag motorväg till Aten, det är motorvägen A71 som går till Sparta.

## Antikens Sparta

### Sparta uppstår
Kring år 1300-1000 f.Kr. förföll de dominerande minoiska och mykenska kungadömena av en serie av utdragna krig. Perioden från 1100 f.Kr. till 800 f.Kr. kallas vanligtvis grekernas mörka tidsålder; under denna tid skedde folkomflyttning som ledde till att dorerna invandrade till den grekiska halvön och blev spartanerna, argiverna och messenerna. Spartanerna fick efter ett tag problem med överbefolkning och brist på mark, vilket de löste genom att erövra Messenien 715 f.Kr. De gjorde messenerna till statsslavar, heloter. Messenerna gjorde uppror och efter ett trettio år långt krig krävde de spartaner som deltagit i kriget samma politiska rättigheter som den dåvarande aristokratin.

### Lykurgos lagar
Den som skapade Spartas nya lagar var Lykurgos, som levde omkring 700-talet f.Kr. Vår kunskap om Lykurgos härstammar från den antike biografen Plutarchos som levde omkring 200 e.Kr, dvs. ca 1000 år efter att Lykurgos ska ha levt. Dagens historieforskning utgår dock ifrån att han var en mytisk person, dvs. att han inte har funnits på riktigt. Enligt Plutarchos fick Lykurgos inspiration till Spartas författning från resor till Kreta, Asien och Egypten. Tillbaka i Sparta fick Lykurgos i uppdrag att skapa lugn och ro i ett ganska oroligt samhälle. Mellan folket och kungarna sattes ett råd bestående av 28 män ("geronter"). Sedan genomförde han en landreform där varje medborgare fick en lika stor jordbit vilket gav alla en rimlig möjlighet till försörjning. Detta var ett första steg mot större jämlikhet i Sparta. Nästa steg var att avskaffa allt guld och silver som valuta och att istället använda sig av järn som betalningsmedel. En konsekvens ska ha varit att stöldbrotten minskade dramatiskt. Å andra sidan minskade även handeln med andra städer eftersom de inte accepterade järnvalutan vilket gjorde det svårt att t.ex. rekrytera lärare från andra grekiska stadsstater. Det infördes även ett förbud att äga något alls förutom det allra nödvändigaste (jämför uttrycket spartansk). Ännu ett led i att skapa jämlikhet var att man införde gemensamma enkla måltider som alla manliga spartaner måste delta i. För att främja militären underställdes alla pojkar ett statligt uppfostringssystem där de drillades och tävlade mot varandra. Trots att Lykurgos förvandlade Sparta (Σπαρτη) till en militärstat var Sparta i vissa avseenden antikens mest jämställda samhälle. Kvinnor och män sågs som mer lika i värde än i de flesta andra grekiska stadsstater. De  spartanska kvinnornas jämförelsevis höga anseende kom sig av att männen sysslade permanent med militärövningar eller krig vilket gjorde att kvinnornas roll blev att ta hand om allting annat.
Dragen av jämställdhet gällde dock bara mellan man och kvinna. Sparta hade liksom Aten och i stort sett alla länder eller folkslag i den då kända världen en slavbefolkning. Spartanerna hade dessutom den med sannolikhet största slavbefolkningen i relation till statens befolkning, vilket bl.a. berodde på att många segrar i krig gav ett stort antal fångar. Denna slavbefolkning kallades heloter och var den största befolkningsgruppen i Sparta. De flesta heloterna utnyttjades som livegna inom jordbruket, andra kunde vara allt från kroppsarbetare till skickliga hantverkare. Heloterna hölls i schack av de, sedan barnsben, stridsutbildade spartanska krigarna, landets försvarare, som utgjorde klasspyramidens topp. En tredje befolkningsgrupp i Sparta kallades perioiker. De var fria handelsmän och hantverkare i Spartas ytterområden men saknade medborgarskap. Perioikerna slapp spartanernas kasernliv men tjänstgjorde som soldater under krigstid.
Sparta befann sig långt ifrån Atens stilbildande hellenska kultur. Sparta var, ur geografisk synvinkel sett, grannstat till Aten men samtidigt en kulturell främling. Där Aten prisade talets gåva och intellektet, gjorde spartanerna sak av att vara de bästa krigarna och levde oerhört enkelt.

### Kriget mot perserna och slaget vid Thermopyle
Huvudartikel: Persiska krigen och Slaget vid Thermopyle

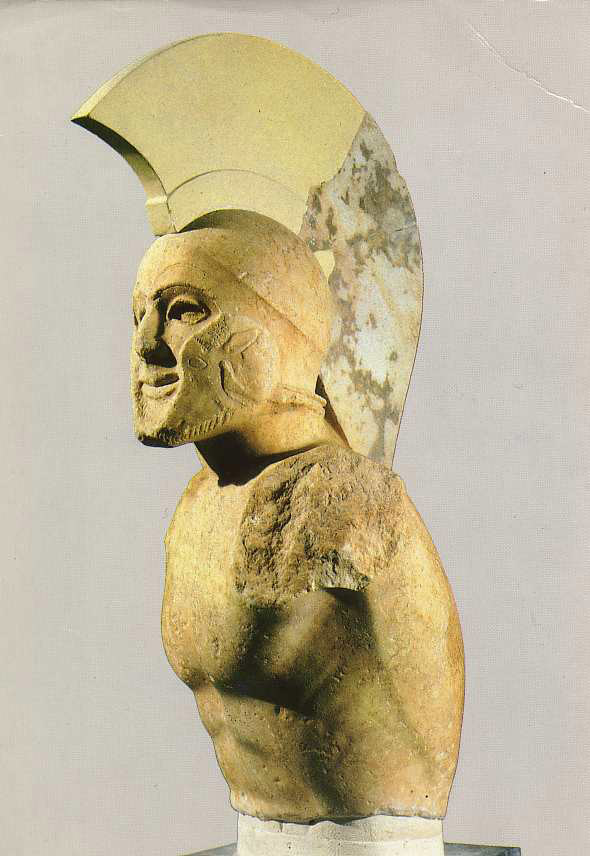
Marmorstaty av en hoplit med tillhörande hjälm (400-talet f.Kr.), förmodligen Leonidas, Sparta, Spartas Arkeologiska Museum, Grekland.

Sparta blev Greklands ledande krigsmakt och grundade kring mitten av 500-talet f.Kr. det peloponnesiska förbundet. Mellan 492 f.Kr. och 479 f.Kr. utsattes Grekland för tre straffexpeditioner för att de stött en lydisk revolt mot perserna 499 f.Kr. Efter att den första expeditionen mot Grekland drabbats av logistiska problem och den andra besegrats av atenarna vid Maraton gick Persiska riket tio år senare (480 f.Kr.) till attack mot Grekland. Apollontemplet i Delfi, den största allgrekiska helgedomen, stödde öppet Persien och trots att ett gemensamt grekiskt försvar diskuterats fick Sparta och Aten bära huvudbördan. En armé som skulle spärra vägen till Grekland vid Thermopyle blev utmanövrerad och fick lämna kvar en eftertrupp av 300 spartaner för att fördröja perserna. Detta gav upphov till hjältemyten om slaget vid Thermopyle. Perserna besegrades emellertid några veckor senare, då deras flotta nedgjordes vid slaget vid Salamis.

### Peloponnesiska kriget
Slaget vid Salamis visade Atens överlägsenhet till sjöss och gav upphov till en groende rivalitet som kom att ge upphov till det peloponnesiska kriget. På den ena sidan i konflikten fanns peloponnesiska förbundet med Sparta i spetsen och på den andra sidan sjöförbundet med Aten i spetsen. Då den första makten var främst landbaserad och den andra sjöbaserad kom ingen åt den andra och kriget blev utdraget med härjningar av landsbygden, övergrepp mot civilbefolkningen och massavrättningar av vapenföra män. Mot slutet av kriget lyckades Sparta bygga upp en flotta och fick övertaget. De erbjöd fred två gånger, men Aten vek sig inte förrän deras flotta förintades av den spartanska 405 f.Kr.

### Spartas nedgång som stormakt
Efter kriget var Sparta utarmat och militärt svagt; många spartaner hade dött i kriget. Med den allmänna ekonomiska nedgång efter kriget blev många nyfattiga greker legosoldater och hyrde ut sig till andra makter. Sparta förlorade under början av 300-talet ett krig mot perserna vars fredsvillkor perserna helt fick diktera (Konungafreden). Därefter gjorde landskapet Messenien uppror mot Sparta och bildade en egen förbundsstat. Arkadien följde kort därefter efter och gjorde samma sak.

### Hellenistiska och romerska Sparta
Sparta återhämtade sig aldrig från det Peloponnesiska kriget eller de revolter som följde. Dock lyckades de behålla sin självständighet i över 200 år till. Varken Filip II av Makedonien eller hans son Alexander den store invaderade riket. Sparta fortsatte påstå sig vara hellenismens försvarare och de fortsatte använda sig av sin lakoniska kvickhet. Filip II:s hot till spartanerna "Om jag går in i Lakonia kommer jag bränna Sparta till grunden" besvarades till exempel med "Om". När Filip grundade det grekiska förbundet med syfte att ena grekerna mot perserna valde Sparta att inte gå med då de inte var intresserade i att ingå i ett grekiskt samarbete som inte styrdes av dem själva. När Alexander den store efter slaget vid Granicus skickade 300 persiska rustningar till Athen skrev han "Alexander, son av Filip, och alla greker utom spartanerna ger dessa gåvor tagna från utlänningarna i Asien."
Medan Alexander var upptagen med sina kampanjer i öst beslutade den spartanske kungen Agis III sig för att agera. 333 f.Kr. skickade han en flotta med trupper till Kreta med målet att erövra ön. Därefter vände han mot Makedonien med en armé av spartaner och allierade grekiska stadsstater. Till början mötte krigståget framgång och 331 f.Kr. belägrade de Megalopolis. En stor här under den Makedonske generalen Antipater marscherade då till stadens räddning och de besegrade spartanerna i ett slag. Över 5300 spartaner och allierade stupade i slaget medan Antipater förlorade 3500 soldater. Vid slagets slutskede skall enligt legenderna Agis II varit så sårad att han inte kunde stå. Han beordrade då sina män att lämna honom och fly medan han uppehöll den makedonska armén, På sina knän skall han sedan ha dräpt flera makedonier innan han slutligen dödades av ett kastspjut. Alexander skulle dock visa sig nådig efter att den spartanska invasionen besegrats. hans enda krav i fredsavtalet var att Sparta gick med i det Korintiska förbundet, vilket de tidigare vägrat. 
Under det puniska kriget var Sparta allierad med Rom. Deras självständighet skulle dock nå sitt slut senare under det Lakoniska kriget 195 f.Kr., när de besegrades av Rom och deras allians av grekiska stadsstater. Sparta deltog sedan inte i det Akeiska upproret då flera grekiska stadsstater gjorde uppror mot romarriket. Som belöning för detta blev Sparta en "fri" stad under romersk kontroll. Vissa av de Lykurgosiska lagarna återinfördes och Sparta blev en populär turistort för rika romare som ville se deras underliga och exotiska traditioner. 214 e.Kr. bildade kejsare Caracalla en 500 man stark spartansk kohort inför sitt krig mot Partierna. Herodian beskriver kohorten som en falang vilket tyder på att de stridigt i gammal grekisk eller makedonisk stil. Dock har en grav efter Marcus Aurelius Alexy som var del av Kohorten visat att han var lätt beväpnad och utrustad med en pileusliknande hjälm och en träklubba. Spartakohorten avfärdades antagligen efter att Caracalla lönnmördades 217 e.Kr.

### Efter romarriket
396 e.Kr. plundrades Sparta av Alaric I och hans västgoter. Staden brändes och befolkningen såldes som slavar. Under medeltiden blev Mystras det politiska och kulturella centrumet i Lakonien och Sparta förlorade all sin betydelse. Dagens Sparta återgrundades 1834 av kung Otto av Grekland. 
Bysantinska källor nämner att det så lång som på 1100-talet e.Kr. utövades dyrkan av de gamla grekiska gudarna i vissa delar av Lakonien och en doriskspråkig befolkning lever än idag i Tsakonia.

## Sparta i kulturen
- Slaget vid Thermopyle har filmatiserats, såväl 1962 (The 300 Spartans) som 2007 (300).
- Jacques-Louis Davids oljemålning Leonidas vid Thermopyle från 1824.

## Sparta inom idrotten
Flera moderna idrottsklubbar använder tillnamnet Sparta - till exempel AC Sparta Prag.

### Trycka källor
- McKay John P., red (2009) (på engelska). A history of world societies (8. uppl.). Boston: Bedford / St Martin's. Libris 11580313. ISBN 978-0-230-58467-9 (hbk.)
- Wikander, Charlotte; Wikander Örjan (2003). Antikens historia: Europa i vardande (2., [omarb. och kompletterade] uppl.). Stockholm: Liber. Libris 8869477. ISBN 91-47-05183-3

### Fotnoter
1. ↑  A history of world societies, s. 78.
2. ↑  A history of world societies, s. 81.
3. ↑  Sommer, Rainer, Erfolgreiche Ungleichheitsbekämpfung an der Wiege der westlichen Kultur?, länk: https://www.heise.de/tp/features/Erfolgreiche-Ungleichheitsbekaempfung-an-der-Wiege-der-westlichen-Kultur-3365855.html, publicerad: 22 juni 2014, hämtad: 30 september 2017
4. ↑  Nationalencyklopedin, på internet, besökt 21 augusti 2011, uppslagsord: Sparta
5. 1 2 3  Wikander & Wikander (2003), s. 106-110.
6. ↑  Encyclopædia Britannica, på internet, 21 augusti 2011, uppslagsord: Sparta
7. 1 2 3  Wikander & Wikander (2003), s. 112-117.
8. ↑  Davies, Norman (1997) [1996]. Europe: a History. Random House.
9. ↑  "Agis III – Livius". www.livius.org.
10. ↑  Badian, E. (29 December 1967). "Agis III". Hermes. 95 (2):170–92.
11. 1 2  Diodorus, World History
12. ↑  Alexander the Great and his time. By Agnes Savill. sid. 44
13. ↑  Cartledge, Paul; Spawforth, Antony (2001), Hellenistic and Roman Sparta (2 ed.), Oxford: Routledge.
14. ↑  Cartledge, Paul (2002). Hellenistic and Roman Sparta. Psychology Press. sid. 108
15. ↑  Gillespie, Alexander,. A history of the laws of war. Volume 1, The customs and laws of war with regards to combatants and captives. ISBN 978-1-84731-836-7. OCLC 785775729. https://www.worldcat.org/oclc/785775729. Läst 14 maj 2020